# Hans Christian Andersen Airport
Hans Christian Andersen Airport, (tidligere Odense Lufthavn) (IATA: ODE, ICAO: EKOD), også kendt som Beldringe Lufthavn, er en mindre lufthavn ved landsbyen Beldringe, 10 km nord-nordvest for Odense.

## Historie
Lufthavnen blev anlagt af tyskerne under besættelsen i 1940'erne, men nåede aldrig at blive taget i brug af Luftwaffe. Dog bevogtede den tyske værnemagt lufthavnen, hvilket førte at danske modstandsfolk (ført an af danske politimænd under jorden) i januar 1945 sprængte store dele af lufthavnen i luften og dermed gjorde den ubrugelig.[kilde mangler]
Indtil 1997 drev Mærsk Air (oprindeligt Falck Air) ruteflyvning mellem København og Odense. Ruten indstilledes umiddelbart efter åbningen af Storebæltsforbindelsen.[kilde mangler]
I 1998 blev det besluttet ikke længere at drive lufthavnen i rent statsligt regi, og denne blev derfor overtaget af et S.m.b.a. ejet af Bogense, Otterup, Søndersø, Odense og Munkebo kommuner samt Fyns Amt. Fra 2018 er selskabet omdannet til et partnerselskab ejet af Odense og Nordfyns kommuner.
I 2000 blev der indgået en forpagtningsaftale med Plane Station Denmark A/S, men denne blev senere ophævet igen fra Fyns Amts side pga. samarbejdsproblemer. Opgaven med at drive lufthavnen gik derefter tilbage til amtsligt og kommunalt regi. I oktober 2007 blev det besluttet, at sælge lufthavnen gennem et EU-udbud, men et år senere måtte sælgerne konstatere, at der ikke er købere til lufthavnen.
I 2006 startedes internationale flyruter til Norditalien, og i 2007 blev der oprettet en rute til Sydfrankrig. Tyrkiet Eksperten havde planlagt flyvninger til Tyrkiet og Apollo Rejser havde planlagt flyvninger til Burgas i Bulgarien men begge planer blev opgivet, da selskabernes fly behøvede en længere landingsbane. I 2008 gennemfører Apollo Rejser flyvninger fra Odense til Chania på Kreta.
I 2007 blev landingsbanen forlænget til sin nuværende længde på 2.000 meter.[kilde mangler]
Lufthavnen blev i maj 2013 opkaldt efter H.C. Andersen og skiftede navn til Hans Christian Andersen Airport.
I 2025 var lufthavnen med i første episode af realityprogrammet Destination X.

## Flyselskaber og destinationer
| BRA               | Charter: Bari              |
| Sunclass Airlines | Charter: Palma de Mallorca |

## Øvrige aktiviteter
Udover ruteflyvning er der flere virksomheder, som har aktiviteter med udgangspunkt i Odense Lufthavn.
Selskabet Air Alpha har en række aktiviteter. De er forhandlere og reparatør af fly og helikoptere. De tilbyder taxaflyvning og uddanner helikopterpiloter.[kilde mangler]
Danish Aircraft Painting maler fly.[kilde mangler]
Fyns Flyveklub, der er Danmarks ældste motorflyveklub og stiftet i 1927, er hjemmehørende i lufthavnen.[kilde mangler]
Odense Faldskærmscenter (tidligere kendt som Center Jump) holder desuden til på lufthavnen.[kilde mangler]

## Ekstern henvisning
- World Aero Data's beskrivelse af lufthavnen Arkiveret 25. oktober 2007 hos  Wayback Machine